# Karnyothrips melaleucus
Espèce
Karnyothrips melaleucus est une espèce d'insectes thysanoptères de la famille des Phlaeothripidae, à distribution pantropicale.
Ce thrips est un prédateur de cochenilles et peut-être aussi d'acariens.
L'espèce est utilisée comme agent de lutte biologique. Elle est commercialisée à cet effet dans la région OEPP depuis 1994 pour lutter principalement contre des Coccidae et des Diaspididae (notamment Howardia biclavis) dans les cultures sous serre, notamment en Belgique, au Danemark, en Espagne, en France et aux Pays-Bas.